# Сірна Саеглах
Сірна Саеглах – (ірл. - Sírna Sáeglach) – Сірна Довгожитель – верховний король Ірландії (згідно середньовічної ірландської історичної традиції). Час правління: 814—794 до н. е. (згідно «Історії Ірландії» Джеффрі Кітінга) або 1181—1031 до н. е. згідно хроніки Чотирьох Майстрів. Син Діана мак Демала (ірл. - Dian mac Demal), онук Демала мак Рохехтайда (ірл. - Demal mac Rothechtaid), правнук Рохехтайда мак Майна (ірл. - Rothechtaid mac Main) – верховного короля Ірландії. Згідно «Книги захоплень Ірландії» відрізнявся від інших королів Ірландії тим, що був довгожителем – прожив 150 років і прийшов до влади у глибокій старості. Згідно цього джерела, він відокремив королівство Улад (Ольстер) від решти Ірландії і верховний король пішов на нього війною. І це нібито відбувалось за 100 років до його приходу до влади як верховного короля Ірландії. Але Джеффрі Кітінг і Чотири Майстри сумнівались у цьому. Джеффрі Кітінг опираючись на якісь тексти і легенди, що не дійшли до нас, але були доступні йому, стверджує, що він прийшов до влади коли йому було лише 21 рік. Згідно легенд, які зокрема, згадуються в «Книзі захоплень Ірландії», в час його правління королівство Улад в якому він сам колись правив повстало проти його влади. Королівство Улад об’єдналося з фоморами – якимись загадковими одвічними ворогами ірландців. Почалася війна і відбулася битва під Мойн Трогайде (ірл. - Móin Trógaide), що в нинішньому графстві Міт. Під час війни почалась епідемія чуми і обидві армії, включаючи ватажків загинули від епідемії. Але Джеффрі Кітінг, опираючись на невідомі в наш час джерела наводить іншу версію подій. Від стверджує, що верховний король Сірна був вбитий Рохехтайдом Роха в Алінді. «Книга захоплень Ірландії» синхронізує його правління з часом правління царів Діоцеса Мідійського (694—665 до н. е.) та Фраортеса Мідійського (665—633 до н. е.), що сумнівно.